# Japan Soccer League Cup 1987
Der Japan Soccer League Cup 1987 war die zwölfte Ausgabe des Japan Soccer League Cup. Sieger des Wettbewerbs waren die Nippon Kokan.

## Ergebnisse

### 1. Runde
|                             | Ergebnis        |                       |
| --------------------------- | --------------- | --------------------- |
| Fujita Industries           | 4:0             | Tanabe Pharmaceutical |
| NTT Kansai                  | 2:3             | All Nippon Airways    |
| Matsushita Electric         | 3:0             | Osaka Gas             |
| Yomiuri                     | 1:3             | Sumitomo Metals       |
| Mazda Auto Hiroshima        | 2:2 (5:4 i. E.) | NTT Kanto             |
| Cosmo Oil                   | 0:3             | Hitachi               |
| Fujitsu                     | 2:0             | Kawasaki Steel        |
| Mitsubishi Heavy Industries | 1:1 (4:3 i. E.) | Toyota Motors         |
| Toho Titanium               | 0:3             | Yamaha Motors         |
| Kofu SC                     | 0:4             | Toshiba               |
| Seino Transportation        | 0:4             | Nippon Kokan          |

### Achtelfinale
|                             | Ergebnis        |                      |
| --------------------------- | --------------- | -------------------- |
| Furukawa Electric           | 1:0             | Fujita Industries    |
| All Nippon Airways          | 1:0             | Matsushita Electric  |
| Sumitomo Metals             | 7:1             | Mazda Auto Hiroshima |
| Hitachi                     | 0:4             | Yanmar Diesel        |
| Honda Motors                | 3:1             | Fujitsu              |
| Mitsubishi Heavy Industries | 1:0             | Mazda                |
| Yamaha Motors               | 0:1             | Toshiba              |
| Nippon Kokan                | 1:1 (5:4 i. E.) | Nissan Motors        |

### Viertelfinale
|                   | Ergebnis        |                             |
| ----------------- | --------------- | --------------------------- |
| Furukawa Electric | 1:1 (7:8 i. E.) | All Nippon Airways          |
| Sumitomo Metals   | 2:1             | Yanmar Diesel               |
| Honda Motors      | 3:0             | Mitsubishi Heavy Industries |
| Toshiba           | 0:3             | Nippon Kokan                |

### Halbfinale
|                    | Ergebnis        |                 |
| ------------------ | --------------- | --------------- |
| All Nippon Airways | 0:0 (3:4 i. E.) | Sumitomo Metals |
| Honda Motors       | 0:4             | Nippon Kokan    |

### Finale
|                 | Ergebnis |              |
| --------------- | -------- | ------------ |
| Sumitomo Metals | 1:3      | Nippon Kokan |